# Палатки (Калужская область)
Палатки — деревня в Юхновском районе Калужской области России. Входит в состав сельского поселения «Деревня Колыхманово».

## География
Расположена на правом берегу реки Угры, входит в состав территории национального парка «Угра».

## Население
| 2002 | 2010 |
| ---- | ---- |
| 14   | ↘3   |

## История
Село появилось в конце XVI — начале XVII веков к югу от исчезнувшего города Опаков. В Палатках располагалась усадьба, владельцами которой в конце XIX — начале XX веков являлась семья Карповых. На начало XXI века от усадебного дома остался нижний каменный этаж, сохранились фундаменты хозяйственных построек, посаженные в приусадебном парке липы и ели. Между главным домом и парком расположен большой фруктовый сад. Здание усадьбы до начала 80-х годов XX века занимала школа.
В окрестностях села в XIX—XX веках располагалась усадьба Богданова. Некоторое время учителем у детей хозяина усадьбы работал Дмитрий Ильич Ульянов. После революции усадьбу заняла трудовая коммуна. Поселок под названием Коммуна прекратил свое существование в начале 60-х годов XX века. На начало XXI века о существовавшей усадьбе напоминают только рядовые посадки лип и одиночных хвойных деревьев.

## Храм
В 1722 году в Палатках имелась деревянная церковь. В конце XVIII века на её месте был построен новый храм. Деньги на строительство выделил владевший в ту пору селом Павел Григорьевич Щепочкин, отцом которого являлся фабрикант Григорий Иванович Щепочкин — один из компаньонов Т. Ф. Карамышева, основателя полотняной и бумажной фабрик в селе Спас на Сгомонях (в настоящее время Полотняный Завод). В 1791 году церковь была освящена во имя Преображения Господня, приделы — во имя Казанской Божией Матери и святителя Николая.
Храм построен из кирпича, относится к трапезному типу, имеется трехъярусная колокольня. Длина здания 29,5 м, ширина четверика — 10,8 м. Стилистически храм выполнен в барочном стиле с элементами классицизма. Частично сохранилась настенная живопись — изображение Распятия в алтарной части в традиции народного академизма, характерной для провинциальных церквей. По состоянию на начало XXI века храм не используется.
Возле церкви расположено старое кладбище, на котором среди прочих сохранилась могила с надгробием Марфы Михеевны Карповой (1815—1890), являвшейся владелицей усадьбы.